# Ansola angustata
Ansola angustata is een slakkensoort uit de familie van de Barleeiidae. De wetenschappelijke naam van de soort is voor het eerst geldig gepubliceerd in 1901 door Pilsbry.